# 잭 코헨
잭 코헨(Zach Cohen, 1977년 11월 6일 ~ )은 이스라엘의 배우, 텔레비전 배우이다.
텔아비브에서 태어났다.

## 영화
- 좀비의 습격: 잃어버린 도시 (2014년)
- 데이비드 & 카말 (2011년)
- 특급 살인 (2010년)
- 불륜의 시간 (2007년)
- 살아있는 야생탐험 (2007년)
- 웨스트 윙 시즌1 (1999년)